# Daniel Evans (herec)
Daniel Evans (* 31. července 1973 Rhondda, Wales) je velšský herec a divadelní režisér. Studoval ve velštině na škole Ysgol Gyfun Garth Olwg ve vesnici Church Village a v letech 1991–1994 studoval na Guildhall School of Music and Drama v Londýně. Po ukončení vzdělání se věnoval hraní v divadle a později se začal věnovat i hraní v seriálech a filmech.

## Filmografie (výběr)
- Zítra La Scala! (2002)
- Y Mabinogi (2003)
- Tajemství polévky rámen (2008)
- Bídníci (2012)